# Miloš Milošević (znanstvenik)
Miloš Ilijin Milošević (Split, 1920. – Kotor, 25. travnja 2012.), hrvatski znanstvenik, arhivist, polihistor, marulolog, pjesnik, glazbenik, admiral Bokeljske mornarice, romanist. Rodom Hrvat.

## Životopis
Rodio se je u Splitu 1920. Osnovnu školu pohađao je u Splitu, a gimnazijsko obrazovanje stjecao je u Splitu, na Cetinju i u Subotici. U Padovi je studirao pravo i violinu, a nakon završetka Drugoga svjetskog rata diplomirao je romanistiku u Beogradu. 
Arhivistiku je specijalizirao u Parizu 1970. godine. Doktorirao je 1974. na Filozofskom fakultetu u Zadru s temom "Boka kotorska za vrijeme mletačke vladavine (1420. – 1797.)".
Radio je kao sudski službenik u Kotoru, zatim kao glazbeni predavač u Srbiji i Crnoj Gori, a nakon povratka u zavičaj radio je od 1953. do umirovljenja 1985. u Povijesnom arhivu u Kotoru kojemu je bio od 1978. i ravnatelj. Predsjedavao je i UNESCO-ovom sekcijom za arhivistiku pri Ujedinjenim narodima.
Objavio je dvjestotinjak povijesnih, pravnih, arhivističkih, bibliotekarskih, književno-povijesnih, povijesno-umjetničkih i muzikoloških radova u periodici te dvadesetak znanstveno-stručnih knjiga: Boka Kotorska u vrijeme mletačke vladavine (1420-1797), doktorska disertacija, Zagreb 1973., Boka Kotorska, Bar i Ulcinj od kraja XV do kraja XVIII vijeka, Kotor 1973., Muzičke teme i portreti, CANU, Titograd 1983., Studije iz književnosti i kulturne prošlosti, Pobjeda, Titograd 1987., Andrija Paltašić Kotoranin, Matica crnogorska, Cetinje 1994., Testament Đurđa Crnojevića. Kritičko izdanje s komentarom, YUGRAFIC i Centralna narodna biblioteka Republike Crne Gore "Đurđe Crnojević", Podgorica-Cetinje 1994., Pomorski trgovci, ratnici i mecene. Studije o Boki Kotorskoj XV-XIX stoljeća, Equilibrium i CID, Beograd-Podgorica 2003. Za tisak je priredio nekoliko većih djela: Poezija baroka. XVII i XVIII vijek. Antologija, Pobjeda, Titograd 1976; Proza baroka XVII i XVIII vijeka, Pobjeda, Titograd 1978; Hajduci u Boki Kotorskoj. 1648-1718, CANU, Titograd 1988; Odabrane pjesme i proza Frana Alfirevića, Hrvatsko građansko društvo Crne Gore i Nacionalna zajednica Crnogoraca Hrvatske, Kotor-Zagreb 2006., Iz prošlosti Boke kotorske, Matica hrvatska, Zagreb 2008. Objavio je i dvije pjesničke knjige: Sam na palubi, Pobjeda, Titograd 1987. (drugo izdanje 2001) i Ex voto, Kotor 1995.
Svoje ukupno znanstveno djelo darovnicom je ostavio je Matici hrvatskoj - Ogranak Dubrovnik.
Miloš Milošević preminuo je 25. travnja 2012. u Kotoru.

## Nagrade i priznanja
Dobitnik je brojnih nagrada i priznanja. 
Za svoj znanstveni i kulturni rad te za širenje ugleda Republike Hrvatske u zemlji i inozemstvu, Miloš Milošević primio je 2008. hrvatsku državnu nagradu Red Danice hrvatske s likom Katarine Zrinske.
19. travnja 2012. dobio je Plaketu zadarskog Sveučilišta za poseban doprinos razvoju znanosti i očuvanju hrvatske kulture.
1980. je godine u Londonu izabran za predsjednika Sekcije profesionalnih arhivskih društava MAS pri UNESCO-u. Mjesto je stekao kao priznati znanstvenik, arhivist, romanist i teoretičar arhivistike.

## Vanjske poveznice
- (Diana): In memoriam: Miloš Milošević “1920-2012″  Arhivirana inačica izvorne stranice od 4. ožujka 2016. (Wayback Machine), Hrvatsko građansko društvo Crne Gore Kotor
- In memoriam: Miloš Milošević, videozapis i fotografije, Radio Dux